# Rue Anatole-de-La-Forge
Ne doit pas être confondu avec Boulevard Anatole-de-La-Forge.
La rue Anatole-de-La-Forge est une voie du 17e arrondissement de Paris. 

## Situation et accès
La rue est desservie par la ligne 1 à la station Argentine, ainsi que par de nombreux moyens de transport à la place Charles-de-Gaulle toute proche.

## Origine du nom
Elle porte le nom du journaliste et homme politique Anatole de La Forge (1820-1892). Le 8 octobre 1870, celui-ci avait sauvé la ville de Saint-Quentin assiégée par l'armée prussienne. Il s'acquiert le nom de « défenseur de Saint-Quentin » pour avoir repoussé à la tête de sa garde une colonne de soldats prussiens venue envahir et occuper la ville.

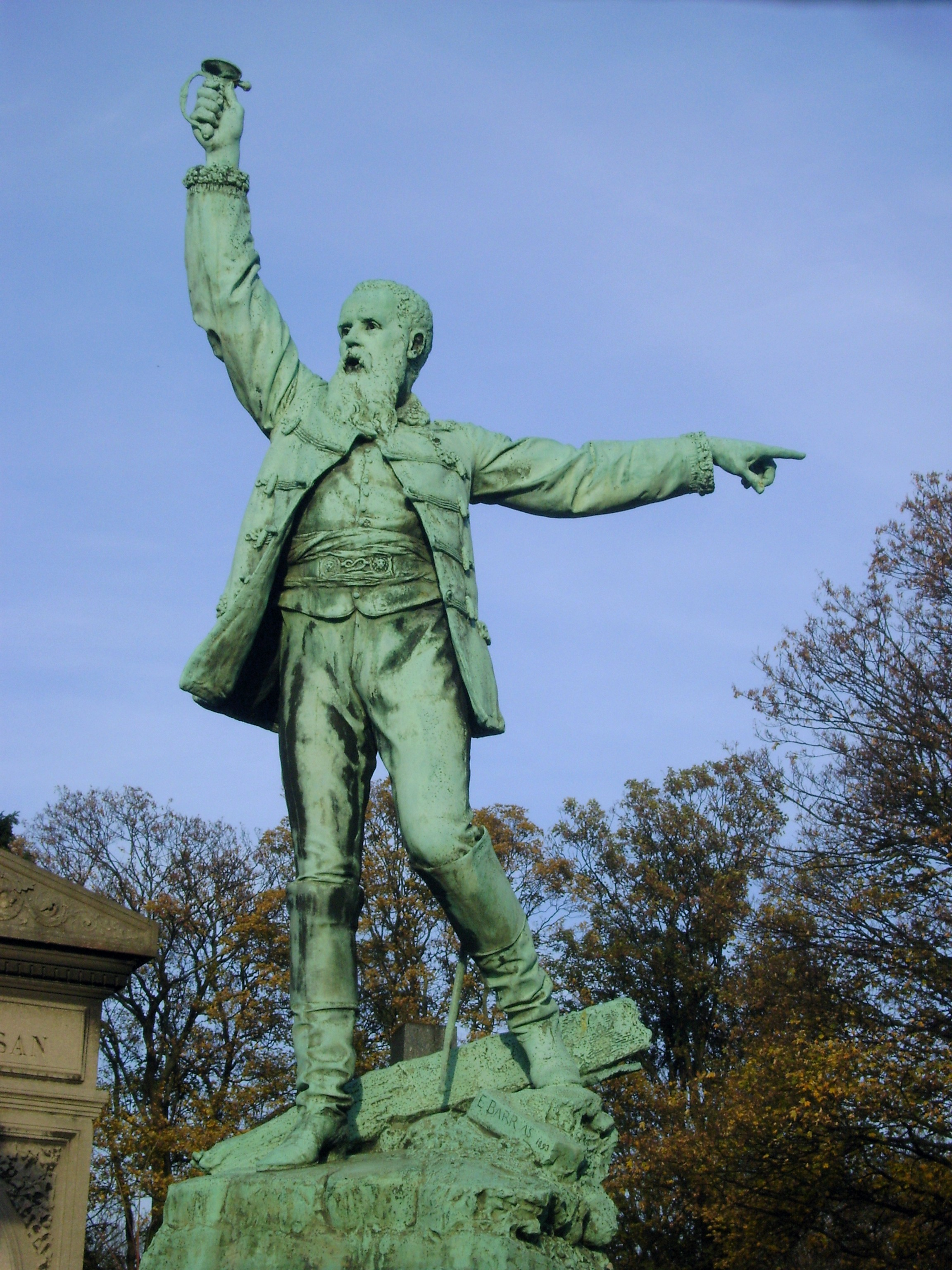
Stèle Anatole de la Forge au Père-Lachaise.

## Historique
La rue est ouverte en 1892, en présence de MM. de Rothschild et reçoit sa dénomination actuelle par un arrêté du 26 décembre 1893.

## Bâtiments remarquables et lieux de mémoire
- No 3 : dans les années 1900, légation de Grèce[2].
- No 5 : Marguerite Yourcenar y vit avec son père de 1912 à 1929[3].
- No 7 : c'est ici que le photographe Roger Corbeau, venu faire carrière à Paris, découvre sa vocation[4]. Il raconte lui-même dans quelles circonstances : « J’avais repéré le tournage d’un remake de l’opérette Violettes impériales sous la direction d’Henry Roussel… Je me suis présenté rue Anatole-de-La-Forge, près de la Grande-Armée, où le tournage de ce film était annoncé[5]. »
- No 9 : Édouard Daladier, président du Conseil de la IIIe République y habita à partir de 1938. En 1939, l'ancienne actrice Paulette Duval y cofonde, avec Michel Dufet et Ginette Maddie, une société de « rajeunissement facial »[6],[7]. Paul Claudel y habite brièvement en octobre 1946 avant de s'installer boulevard Lannes[8]. Francisco Manuel Homem Cristo Filho y dirige l'Agencia Informativa Fast et, en janvier 1918, y dirige la DSIPRPPAA (Direction de l'information et de la propagande de la République portugaise dans les pays amis et alliés).
- No 10 : Édith Piaf s’installe pour quelque temps dans cet immeuble avec Paul Meurisse en 1940 et y vit une passion orageuse.
- No 12 : le Bidou Bar est un bar américain de style Art déco, cité dans le roman de Patrick Modiano, Rue des boutiques obscures, et fréquenté en son temps par Jean-Edern Hallier.